# Robert Johannes Classen
Robert Johannes Classen (* 30. Oktober 1908 in Pulsnitz; † 4. August 1987 in Bischofswerda) war Amateurastronom und Begründer der Sternwarte Pulsnitz. Die Schwerpunkte seiner Arbeit waren astronomische Beobachtungen, die Mond- und Meteoritenkraterforschung. Er brachte 23 Schriften im Eigenverlag heraus und publizierte in Fachzeitschriften.

## Lebenslauf

### Jugend und Weltkrieg

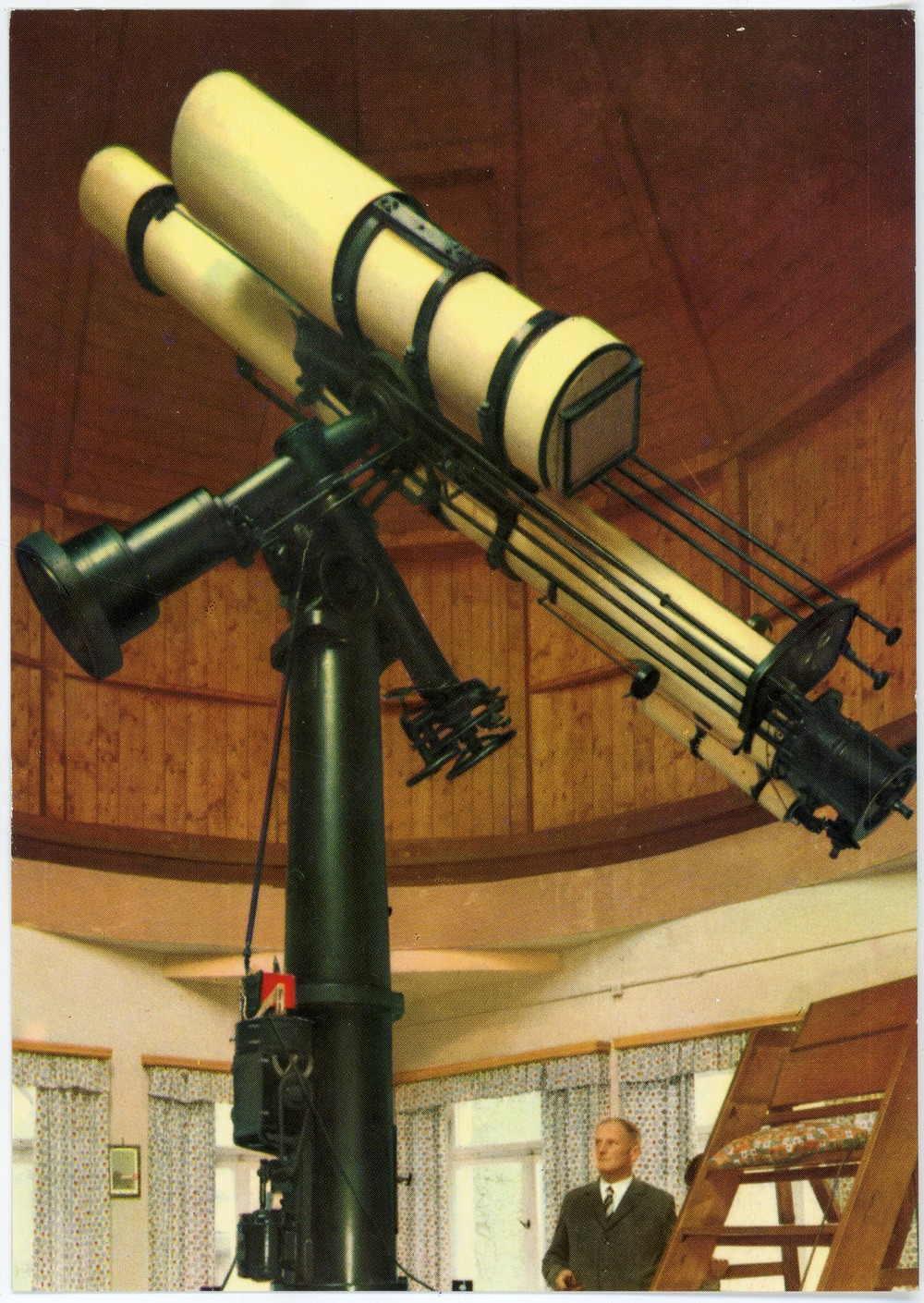
Johannes Classen in seiner Sternwarte in Pulsnitz

Die Kuppel der Sternwarte Pulsnitz 2009

Classen wurde am 30. Oktober 1908 im Haus Schlossstrasse 104 in Pulsnitz als Sohn von Johann Classen (* 21. Mai 1880; † 5. November 1929) und Emilia Rosa (* 22. Februar 1883; † 28. Juni 1933, geborene Voigt) geboren. Die Eltern betrieben das Leinenhaus Voigt, ein traditionsreiches Familienunternehmen, das der Ururgroßvater mütterlicherseits, Johann Gottlieb Voigt 1796 gegründet hatte. Nach dem Besuch der Volksschule in Pulsnitz wurde Robert Johannes Banklehrling und Bankangestellter.
Er betrieb intensives Selbststudium und wurde 1929 als Student der Philosophie an der Friedrich-Wilhelm-Universität in Berlin immatrikuliert. Vorlesungen von Albert Einstein, Max Planck und Hans Ludendorff, weckten sein Interesse an der Astronomie. Nach einer  Flugblattaktion musste er die Universität verlassen. Er kehrte nach Pulsnitz zurück und übernahm das Leinenhaus Voigt.
1934 ließ er das zweistöckige Hauptgebäude der Sternwarte mit der zylinderförmigen Kuppel errichten. Classen stellte dort einen  Astrographen auf, ein 4,7 Meter langes Linsenfernrohr mit einer Objektivöffnung von 270 mm und eine Brennweite von 3820 mm. Zur Einrichtung gehörten auch Zusatzinstrumente, die alle auf die von ihm vorgesehene Hauptarbeitsrichtung, die Kolorimetrie, abgestimmt waren.
In den Jahren 1936 bis 1939 führte Classen die meisten seiner astronomischen Beobachtungen durch. Das geht aus den zahlreichen Beobachtungsberichten u. a. zur Nova Herculis 1934, zu Eta Aquilae, den Kometen Finsler und Rigollet, sowie zur Untersuchung der Milchstraße mittels Infrarotfotografie hervor.

### Leben in der DDR
Classen wurde empfohlen, sich für die Übernahme der Volkssternwarte Leipzig zu bewerben, doch blieb er Kaufmann und Astronom in Pulsnitz. Mit den Einnahmen aus dem Leinenhaus bestritt er seinen Lebensunterhalt und finanzierte seine astronomische Tätigkeit.
Classen verbreitete sein astronomisches Wissen auf populärwissenschaftlichen Wegen. 1948 tagten in Pulsnitz Schuldirektoren und Astronomen, um über die Einführung eines Astronomie-Unterrichts an den Schulen zu beraten.
In den folgenden Jahren arbeitete Classen für die Urania und führte jährlich hunderte Schüler und Erwachsene durch die Sternwarte. Er hielt Vorträge und lud zu nächtlichen Beobachtungen an kleineren Fernrohren ein. Classen bemühte sich, die Sternwarte als private Außenstelle einer wissenschaftlichen Einrichtung anzugliedern oder über eine solche Institution wissenschaftliche bzw. pädagogische Mitarbeiter einzustellen; leider erfolglos. Von DDR-Behörden wurde er immer wieder aufgefordert, seine Forschungsinstrumente als Privateigentum aufzugeben und verstaatlichen zu lassen.
Classen sammelte Meteorite und arbeitete bei der Erforschung dieses Materials mit Wissenschaftlern des Forschungsinstituts Manfred von Ardenne in Dresden oder dem Isotopen-chemischen Labor der Bergakademie Freiberg zusammen.
Zwischen 1965 und 1987 brachte Classen 23 Schriften im Eigenverlag heraus. Nebenher publizierte er Fachbeiträge in verschiedenen Zeitschriften wie Astronomie und Raumfahrt, Astronomische Rundschau, Sky and Teleskope, Urania und anderen.
In den siebziger Jahren beschäftigte er sich intensiv mit Mond-, Meteoriten- und Meteoritenkraterforschung. Er brachte Kataloge und Karten zu 230 Meteoritenkratern auf der Erde heraus und informierte über 78 irrtümlich als solche eingestufte Objekte.
In seinen letzten Lebensjahren arbeitete Classen verstärkt an theoretischen und philosophischen Themen.

### Privatleben
Die 1934 geschlossene Ehe mit Herta Baer, aus der die Kinder Dagmar, Magdalene und Ludwig hervorgingen, wurde 1946 geschieden. Seine zweite Frau Hanni Gärtner verstarb 1952. Von 1966 bis zu seinem Tode lebte er mit Gertraude Gollmann und der gemeinsamen Tochter Uta in Pulsnitz.
Classen starb am 4. August 1987 nach kurzer Krankheit in Bischofswerda.

## Schriften
- Veröffentlichungen der Sternwarte Pulsnitz [(Sachsen)] ISSN 0586-495X

1. Die Verwendung realer Effekte in der speziellen Relativitätstheorie, 1965, 1967
2. Die Entstehung der Tektite, 1967
3. Die Meteoritenforschung in der UdSSR, 1968
4. Über Eisenmeteorite und ihre Ausbeutung durch den Urmenschen, 1969
5. Veränderungen auf dem Mond, 1968/69, 1971
6. Mondvulkanismus und Perlstein als Ursachen der Tektiteschauer, 1969
7. Die teleskopische Beobachtung der Kometen, 1970
8. Gase auf der Mondoberfläche?, 1970
9. Die internationalen Sternwarten vor 100 Jahren, 1972
10. Das Innere des Mondes, 1972, …, 1975
11. 15 Kometenflugblätter des 17. und 18. Jahrhunderts, 1977
12. Katalog von 230 Meteoritenkratern und 78 irrtümlichen Objekten, 1974, …, 1979
13. Karten von 230 Meteoritenkratern und 78 irrtümlichen Objekten, 1977
14. Erstes bis fünftes internationales Mondkolloqium 1970–1974, 1977, 1980
15. Der umstrittene Meteoritenkrater Wipfelsfurt im Donautal, 1979
16. Meteoritenkrater in Streuellipsen auf Erde, Mond und Planeten, 1979
17. Die Meteoritenkrater von Morasko in der VR Polen, 1978, 1980 (1987?)
18. Formähnlichkeiten bei astronomischen Objekten, 1981
19. Neues über die Apollo-Objekte, 1982
20. Neuartige Effekte bei großen Geschwindigkeiten, 1982
21. Das Mondflugprojekt des John Wilkins von 1638, 1985
22. Katalog der 72 größten astronomischen Teleskope, 1984
englisch: Catalogue of the 72 very large astronomical telescopes, 1987
23. Fortschritte der Mondforschung 1974–1986, 1987
24. Die Irrtümer über Sternwarte und Grab des Copernikus, 1989 (mit Jürgen Helfricht: Johannes Classen und die Sternwarte Pulsnitz.)
25. (als letztes Heft 1990 von Jürgen Helfricht und Siegfried Koge: Chr. Gärtner und J. G. Palitzsch – Bauernastronomen aus Tolkewitz und Prohlis bei Dresden.)

- Zeitschriften, in denen Beiträge von R. J. Classen erschienen:
  - Astronomie und Raumfahrt (DDR) Zahlreiche Beiträge seit Gründung der Zeitschrift
  - Astronomische Rundschau (BRD) in den Jahren 1961, 1962, 1964
  - Meteoritika (UdSSR) 1969
  - Naturwissenschaftliche Rundschau (BRD) in 1962, 1964, 1968, 1973, 1976
  - Orion (Schweiz) in 1971, 1974, 1977, 1978
  - Sky & Telescope (USA) in 1969, 1970, 1972, 1975, 1981
  - Die Sterne (DDR) 1967–1991
  - Urania (VR Polen) 1973, 1980
  - Zeitschrift für geologische Wissenschaften (DDR) 1985